# Конрад I (Германия)
Конрад I Млади e (на немски: Konrad I. der Jüngere; * 881; † 23 декември 918, Вайлбург, погребан във Фулда) е херцог на Херцогство Франкония (906), граф на Хесенгау (908), граф на Келдахгау (910), крал на Източнофранкското кралство (911 – 918), единственият крал от фамилията Конрадини.

## Биография
Син е на херцога на Тюрингия Конрад Стари († 27 февруари 906) и Глисмут (* 866; † 26 април 924), извънбрачна дъщеря на император Арнулф Каринтийски, от династията на Каролингите. Конрад има трима по-малки братя Еберхард от Франкония, Бурхард и Ото.
През 897 г. във Франкония започва голяма и дълга вражда между Конрадините и Бабенбергите и неговият чичо Еберхард пада убит (902). По време на управлението си Конрад се занимава с отблъскването на унгарските нападения, при които неговите чичовци Рудолф и Гебхард падат убити в боевете (908 и 910).
През 913 г. Конрад се жени за Кунигунда Швабска (* 880) от фамилията Ахалолфинги, дъщеря на пфалцграф Бертхолд I от Швабия, сестра на графовете и херцозите Ерхангер II и Бертхолд II, вдовица на маркграф Луитполд от Бавария (Луитполдинги), убит на 4 юли 907 г., погребан в манастира Лорш. Двамата имат две деца – Херман, който умира рано, и Кунигунда.
Конрад подарява през 912 г. „Санкт Валпургис“ във Вайлбург. Погребан е във Фулда по свое желание.